# Albert (książę Schwarzburg-Rudolstadt)
Albert (ur. 30 kwietnia 1798 w Rudolstadt, zm. 26 listopada 1869 tamże) – książę Schwarzburg-Rudolstadt. Podczas jego panowania księstwo to było członkiem Związku Północnoniemieckiego (będącego od 1 lipca 1867 właściwie państwem związkowym). 

## Życiorys
Urodził się jako drugi syn (piąte dziecko) księcia Schwarzburg-Rudolstadt Ludwika Fryderyka II i jego żony księżnej Karoliny. Na tron wstąpił po śmierci swojego starszego brata księcia Fryderyka Gintera 28 czerwca 1867.

## Małżeństwo i rodzina
26 lipca 1827 poślubił księżniczkę Solms-Braunfels Augustę. Para miała sześcioro dzieci:
- księcia Karola Gintera (1828–1828)
- dziecko (1829–1829)
- dziecko (1831–1831)
- księżniczkę Elżbietę (1833–1896)
- Jerzego Alberta (1838–1890), kolejnego księcia Schwarzburg-Rudolstadt
- księcia Ernesta Henryka (1848–1848)